# Jan Prinsloo
Pas d'image ? Cliquez ici

a Compétitions nationales et continentales officielles uniquement.

b Matchs officiels uniquement.
Jacobus Casparus « Jan » Prinsloo, né le 28 janvier 1935 à Pretoria et décédé le 27 juin 1966, est un ancien joueur de rugby international sud-africain. Il évolue au poste d'ailier.

## Carrière
Il dispute son premier test match le 26 juillet 1958 contre les Français dans une série historique pour les Bleus. 
Les Springboks ont perdu une série en Nouvelle-Zélande en 1956 (trois défaites pour une victoire) et les sélectionneurs changent six joueurs pour la réception de la France. Le résultat de la série conduit le staff sud-africain à changer nombre de joueurs, Jan Prinsloo n'a plus d'occasion de revêtir le maillot springbok après cette série.
Il joue en province avec le Transvaal.

## Palmarès
- 2 sélections
- Sélection par saison : 2 en 1958.